# Scutellinia subhirtella
Scutellinia subhirtella är en svampart som beskrevs av Svrcek 1971. Scutellinia subhirtella ingår i släktet Scutellinia och familjen Pyronemataceae.  Arten är reproducerande i Sverige. Inga underarter finns listade i Catalogue of Life.